# Les Collections de Mithat Bey
Pour plus de détails, voir Fiche technique et Distribution.
Les Collections de Mithat Bey (titre original : 11'e 10 kala) est un film turc coproduit avec la France et l'Allemagne, réalisé par Pelin Esmer et sorti en 2009.

## Synopsis
Mithat est un collectionneur incorrigible et la ville d'Istanbul lui offre un espace infini pour glaner objets et témoignages de l'histoire turque. À l'inverse, Ali, le concierge de son vieil immeuble, originaire de la campagne, plutôt perdu dans cette ville immense, ne s'aventure jamais hors de sa résidence. Pourtant, les deux hommes sont deux êtres solitaires, que la destruction programmée de  l'immeuble, jugé non conforme à la législation sur les tremblements de terre, finira par réunir.

## Fiche technique
- Titre du film : Les Collections de Mithat Bey
- Titre original : 11'e 10 kala
- Titre alternatif : 10 to 11
- Réalisation et scénario : Pelin Esmer
- Photographie : Ozgür Eken - 35 mm, couleur
- Direction artistique : Ayhan Ergürsel, P. Esmer, Cem Yildirim
- Production : Tolga Esmer, Nida Karabol Akdeniz, P. Esmer pour Sinefilm, Stromboli Films, Arte France Cinéma
- Pays d'origine :  Turquie -  Allemagne -  France
- Durée : 110 minutes
- Dates de sortie :
- 16 avril 2009 au Festival du film d'Istanbul
- 30 juin 2010 à la télévision (Arte) en France
- 13 avril 2011 en salles en France

## Distribution
- Nejat Isler : Ali
- Mithat Esmer : Mithat Bey
- Tayanc Ayaydin : Omar
- Laçin Ceylan : Faride Hanim
- Savas Akova : Ruhi Bey
- Sinan Dügmeci : le bouquiniste

## Distinctions
- Meilleur film, meilleur scénario au Festival du film Golden Boll d'Adana 2009
- Prix spécial du jury au Festival international du film d'Istanbul 2009
- Prix du Meilleur jeune réalisateur du Moyen-Orient au Festival international du film du Moyen-Orient d'Abou Dabi 2009

## Autour du film
11'e 10 kala c'est l'histoire authentique de Mithat Esmer, le vieil oncle de la réalisatrice, collectionneur passionné et déjà filmé dans Koleksiyoncu (Le Collectionneur), premier court métrage de Pelin Esmer. Mais, ici, Mithat est au centre du récit, éclipsant les personnages fictifs du film. « Mithat accorde une grande importance à la sauvegarde de l'histoire en archivant les objets culturels de la République turque. » Le collectionneur Mithat ne se limite nullement à un seul objet : journaux, alcools, horloges, jouets, photographies, encyclopédies et même sons... constitue l'éventail d'un patrimoine. Une métaphore de la vie elle-même : un monceau d'histoires personnelles, celle d'une ville et de tout un pays.
Le titre original fait, d'ailleurs, référence à une série encyclopédique sur Istanbul dont il manque à Mithat le onzième volume. 11'e 10 kala c'est aussi une œuvre sur le choc des valeurs et sur la difficulté d'adaptation que vivent deux êtres attachés à des traditions. On aurait tort, en outre, de restreindre le propos du film à celui de la Turquie. Celui-ci n'est pas entravé par des fossés culturels et sociaux. Pelin Esmer « s'intéresse à un sujet vieux comme le monde : la rencontre de deux personnes », objectivé par l'état de confinement dans lequel ils se trouvent. On songe à la situation de Antonietta et Gabriele dans Une journée particulière d'Ettore Scola. Certes, on ne retrouve pas ici la charge affective et la dimension essentiellement tragique du film de Scola, situé sous le fascisme. Dans le film de Pelin Esmer, Mithat et Ali, nullement résignés, mènent le combat pour préserver l'immeuble alors que la plupart des locataires souhaitent qu'il soit démoli. Et ceci, dans l'espoir d'obtenir ensuite des appartements plus confortables. La démolition sera effective mais le film conclut « sur un message de résistance où Mithat, frêle et abattu, s'accroche à une lampe. »